# 天主教聖布里厄教區
天主教聖布里厄教區（拉丁語：Dioecesis Briocensis）是法國一個羅馬天主教教區，屬雷恩總教區。
教區的前身是5世紀末由不列塔尼七開教聖人之一的聖布里厄成立的修道院，第一位有文獻記載的主教遲至1032年才出現。1852年1月23日加銜特雷吉耶。
教區位於阿摩爾濱海省，2010年有教友571,000人（佔轄區總人口99.5%）、六十一個堂區、235名司鐸。現任教區主教為德尼·穆泰爾。